# Kunstleria ridleyi
Kunstleria ridleyi är en ärtväxtart som beskrevs av David Prain. Kunstleria ridleyi ingår i släktet Kunstleria och familjen ärtväxter. Inga underarter finns listade i Catalogue of Life.